# Panthea (Mesa Gitonia)
Panthea (griechisch Πάνθεα) ist ein Stadtteil der Gemeinde und Stadt Mesa Gitonia im Bezirk Limassol auf Zypern.

## Geografie

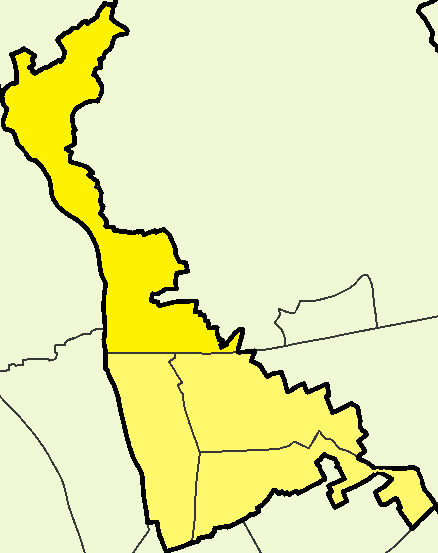
Lage in Mesa Gitonia

Panthea ist der nördlichste, westlichste und größte Stadtteil von Mesa Gitonia. Im Süden grenzt es an die Stadtteile Kontovathkia und Timios Prodromos, im Osten an die Stadt Agios Athanasios, im Norden an die Gemeinde Fasoula und im Westen an Limassol. An der Grenze im Süden des Stadtteils verläuft die A1, die Panthea nach Osten und Westen verbindet. Die F131 führt in Richtung Süden und Norden.

## Bevölkerung
Bei der letzten Bevölkerungszählung im Jahr 2011 wurden 1.556 Einwohner in Panthea gezählt und in Mesa Gitonia insgesamt 14.477.